# 大田川 (山口県)
大田川（おおたがわ、おおだがわ）は、山口県美祢市（旧美東町）および宇部市を流れる二級河川。厚東川水系の支流である。流路延長32.7km。

## 地理
山口県美祢市美東町の鯨ヶ岳に発し、旧美祢郡大田（おおだ）町（現美祢市）大田（おおだ）の街中を南流、宇部市大字小野にある小野湖で厚東川に合流する。
大田川の氾濫域の湿原を生かした「ビオトープのある川」で、平成12年度国土交通省手づくり郷土賞（テーマ設定なし）受賞。

## 流域の自治体
山口県
美祢市、宇部市

## 並行する交通

### 道路
- 国道490号

## 流域の観光地
- 美東大滝（山口県美祢市美東町二反田）：源流
- 奥秋吉台（山口県美祢市美東町赤郷）：大正洞、景清洞、長登銅山跡